# Chemin de fer Kola-Nikel
 (janvier 2022).
Si vous disposez d'ouvrages ou d'articles de référence ou si vous connaissez des sites web de qualité traitant du thème abordé ici, merci de compléter l'article en donnant les références utiles à sa vérifiabilité et en les liant à la section « Notes et références ».
Le chemin de fer Kola-Nikel est une ligne ferroviaire de 206 kilomètres dans la région de Mourmansk en Russie, reliant la ville de Kola et la ville minière de Nikel et desservant 11 gares.
Actuellement ouverte uniquement au service de l'extraction minière du Nickel, elle était ouverte au trafic voyageur par le passé.

## Histoire
La ligne a été achevée en 1968. Non électrifiée, elle comporte un embranchement vers  Pechenga.

## Projets d'extension
Cette ligne anecdotique est appelée à prendre un nouvel essor dans le cadre des réflexions norvégiennes et finlandaises cherchant la prolongation des lignes existantes plus au nord et à leurs interconnexions, notamment en ce qui concerne la connexion de Kirkenes et son port au rail. La Finlande étudie les options existantes pour sa Ligne arctique et la Norvège fait de même pour sa ligne du Nord.